# Stygamoeba polymorpha
Stygamoeba polymorpha is een soort in de taxonomische indeling van de Amoebozoa. Deze micro-organismen hebben geen vaste vorm en hebben schijnvoetjes. Met deze schijnvoetjes kunnen ze voortbewegen en zich voeden. Het organisme komt uit het geslacht Stygamoeba. Stygamoeba polymorpha werd in 1975 ontdekt door Sawyer.